# 日本プラ寝たリウム学会
日本プラ寝たリウム学会（にほんプラねたリウムがっかい）は2012年8月1日に設立された、「プラネタリウム投影中の“熟睡”についての研究を促進し、また眠らせたい人・眠りたい人相互の交流を図る事を目的とする（規約より）」任意団体である。

## 設立の経緯
兵庫県明石市にある明石市立天文科学館が、2011年11月23日に「大人のプラネタリウム、熟睡プラ寝たリウム」というタイトルで特別投影を行った。これが非常に好評で、再度の実施を望む声が多く寄せられた。そのため、同館が2012年6月12日に開かれた「日本プラネタリウム協議会（JPA）」の全国大会で「日本プラ寝たリウム学会」の設立を呼びかけた。その結果、団体会員10館、個人会員40名の入会申し込みがあった。

## 活動
学会の活動は、次の5点。
1. 総会の開催
2. 臨時総会の開催
3. 機関紙「熟睡プラネタリウム」の発行
4. 研究発表会の開催
5. その他、学会の目的遂行のために必要な活動

## 会費
会費は個人会員、団体会員ともに年額164円。なお、現金での納入は規約で禁止されており、「未使用かつ裏面を1度も舐めていない郵便切手で物納する」と定められている。

## 熟睡プラ寝たリウム
日本プラ寝たリウム学会が主催するプラネタリウム実施中に睡眠可能なイベント。明石市立天文科学館では自分の枕の持ち込みも可能で、一睡もしなかった人には「完徹証明書」、眠った人には「熟睡証明書」が贈られた。

### 実施状況
- 第1回（2011年11月23日）：明石市立天文科学館のみ
- 第2回（2012年11月23日）：明石市立天文科学館（兵庫県明石市）、星の観察館満天星（石川県能登町）、パレットおおさき（宮城県大崎市）、リナシティかのや（鹿児島県鹿屋市）の4館
- 第3回（2013年11月23日）：全国11県12館
- 第4回（2014年11月23日～24日）：全国15館[5][6][7][8]
- 第5回（2015年11月23日）：全国24館[9][10]
- 第6回（2016年11月23日）：全国32館[11][12]
- 第7回（2017年11月23日など）：全国35館[12]
- 第8回（2018年11月23日など）：全国40館[13]